# گرنجموث
latitudeگرنجموثlongitudeگرنجموث
گرنجموث (به انگلیسی: Grangemouth) یک شهرک در اسکاتلند است که در فالکرک واقع شده‌است.

## خصوصیات
گرنجموث ۱۷٬۹۰۶ نفر جمعیت دارد.